# Ivö socken
Ivö socken i Skåne ingick i Villands härad, ingår sedan 1971 i Kristianstads kommun och motsvarar från 2016 Ivö distrikt.
Socknens areal är 27,09 kvadratkilometer varav 11,64 land. År 2000 fanns här 170 invånare. Kyrkbyn Ivö med sockenkyrkan Ivö kyrka ligger i socknen.

## Administrativ historik
Socknen har medeltida ursprung.
Vid kommunreformen 1862 övergick socknens ansvar för de kyrkliga frågorna till Ivö församling och för de borgerliga frågorna bildades Ivö landskommun. Landskommunen uppgick 1952 i Fjälkinge landskommun som uppgick 1971 i Kristianstads kommun. Församlingen uppgick 2002 i Bäckaskogs församling.
1 januari 2016 inrättades distriktet Ivö, med samma omfattning som församlingen hade 1999/2000.  
Socknen har tillhört län, fögderier, tingslag och domsagor enligt vad som beskrivs i artikeln Villands härad. De indelta soldaterna tillhörde Norra skånska infanteriregementet, Livkompaniet. 

## Geografi
Ivö socken ligger nordost om Kristianstad och omfattar ön Ivö och kringliggande småöar i Ivösjön. Socknen är i söder en odlad slättbygd och i norr en kuperad skogsbygd med höjder som i Ivöklack når 126 meter över havet.

## Jordbruk
Byar i kommunen var Hovgården och Ivö. Areal var 1931: 3 018 hektar, varav 1 301 hektar land. Ägoslag var enligt 1927 års jordbruksräkning: åker 533 hektar, trädgård 10 hektar, betesäng 204 hektar, skogsmark 407 hektar och övrig mark 147. Statistik i anslutning till Skånska rekognoseringskartan från omkring 1810 uppger att det fanns 108 hästar och 120 nötkreatur och 120 får. Antalet brukningsdelar var 1927: 42. Åkerjordens fördelning 1927: vete 19 hektar, råg 105 hektar, korn 3 hektar, havre 8 hektar, blandsäd 75 hektar, grönfoder 7 hektar, potatis 105 hektar, foderrotfrukter 34 hektar, vall 130 hektar , andra växtslag 3 hektar och träda 4 hektar. Antalet husdjur 1927: hästar 71, nötkreatur 276, får 24, svin 515, fjäderfän 3 511 och 6 bisamhällen. Enligt Gods och gårdar från 1943, fanns en stor bredd i gårdarnas djurbesättningar. En skillnad från tidigt 1800-tal var att får saknades helt 1943. En medelstor gård hade fortsatt 2-4 hästar, bara 5-7 kor och 6 ungdjur, 2 suggor och 20 gödsvin samt 45 höns vilket är typiskt för småbruk utan specialiserad animalieproduktion.
Inriktningen på animalieproduktion med svin och nötkreatur som främsta husdjur framgår med odling av vall och blandsäd på över 200 hektar åker och därtill drygt 40 hektar grönfoder och foderrotfrukter är tydlig och på de sandiga åkrarna odlades därtill råg och potatis på 210 hektar.

### Uppodling och marker under senare tid
Delar av öns västra sida omvandlades från obebyggd utmark till jordbruksmark under slutet av 1800- talet och början av 1900-talet. Längs vägen till kaolinbrottet anlades flera småbruk etablerades. Tre områden inventerades under Ängs- och betesmarksinventeringen. En var bevuxen med träd och buskar men räknades som möjlig att restaurera. De andra två var steniga betesmarker med växter som backtimjan, gulmåra och ärenpris.

### Skörderbetet
En uppteckning vid Folklivsarkivet i Lund, återger olika benämningar på människorna som deltog i skördearbetet beroende av vilka arbetssysslor de utförde: Den person som vid skördens inbärgning i ladan bringade sädeskärvarna över logbalken in i det utrymme där den otröskade säden förvarades kallades uppstickaren. Negakråga (Negkråka) var den som lämnade kärvarna vidare till lavaren som lade kärvarna i ordning i utrymmet. Kvinnor eller minderåriga deltog oftare som negakråga. De använde inga redskap utan plockade nekarna med händerna. De första nekarna som lavades in på logolvet kallades stäle. En annan informant berättade att säden kördes hem på hästvagn medan ängshöet fraktades på karet (enklare vagnskorg). Stäle, det undre laget nekar som alltid sattes med toppen upp, alla andra lag lades med roten snett uppåt. Tröskningen gjordes i äldre tid med slaga.
Kvinnorna hade det mest krävande arbetet med att binda ihop kärvorna, Vid maskintröskningen fick de stå uppe på tröskan och arbeta. En maskintröska fraktades över till Ivö två gånger per år med färjan under 1940- och 1950-talet . Tråssen (tröskan) kördes med hästar. Den brukare som fick sista körningen med tröskan fick sedan köra över med den. Det krävdes 10-12 personer i arbetet med dessa tröskor. Kornet krossade man till djurfoder. Fram till en bit höstade man med lie och fick binda för hand. Självbindaren band ihop kärvarna och spottade ut dem. Det var en stor förändring i arbetet när den kom. Man kallade ihopsatta kärvar för en trave och det kunde var tjugo kärvar i varje. För havren hade man stöd av krakstörar eftersom havren inte var lika tung som rågen. Tröskmaskinist, matare och säckabärare behövdes vid tröskningen ibland två stycken säckabärare. Två bordstickare, som tog nekarna och stack upp dem till mataren krävdes också. Bäckaskog hade en kvarn dit man åkte för att mala. Det fanns också en kvarn sedan 1700-talet på Ivö som låg mitt emot skolan. Av beskrivningar i folklivsarkivet framgår att bönderna odlade vete, råg, korn, havre, ärtor och vicker, Bruna bönor, bovete och lin odlades också under äldre tid.

### Potatisodling
Främst odlades potatis i den sandiga jorden och potatis odlades i stora mängder (Rignell 1964:sidan 83) En informant minns att hon som skolungdom hade potatislov och arbetade med potatisodlingen på ön, ”Då gick man två och två och så hade man korg, så man ‘hade mage’ och så gick man där och plockade och slängde upp”. (Kvinna f 1944, intervju nr 8) Flera personer från Ivö har berättat att man lagrade potatis i råsar istället för gropar. Råsarna var cirka två meter breda och knappt 30 cm höga. Råsarna lades upp för hand, och brukades för potatis och foderbetor. Man lagrade grödan där man skördfat den och täckte över den för att den inte skulle förstöras. Täckningen kunde bestå av halm. De fanns två stärkelsefabrikerna i kommunen, och en var i drift till slutet av 1970-talet. Förutom potatis odlades maltkorn, höstraps och socker- och foderbetor på ön efter andra världskriget. Blasten på sockerbetorna blev foder till korna.

### Fruktodling
Fruktodling på Ivö nådde toligen sin största utbredning under 1930-1940-talen. Häradskartan från1930-talet visar att större delen av Ivös gamla bytomt då var trädplanterade hagar, säkert med fruktträd.Vid vissa andra gårdar fanns också större fruktträdgårdar. Man kombinerade fruktodling och spannmålsodling på samma åker, vilket framgår av två fotografier från Ivösom visar travar av sädeskärvar med glesa rader av nyplanterade fruktträd. Det var äpple, päron, körsbär och bigarråer som odlades mest. Ivös mest kända äpple uppkom då en svensk-amerikanen Karl Pettersson hade med sig ympris från Amerika. Äpplet namngavs sorten till Ivö-äpple. Flera av fruktodlingarna, var för husbehov och åven till försäljning. Gubbar som köpte upp frukt köpte en låda här och en låda där och sålde sedan på torgen.
Under kriget och strax efter krigsslutet rena guldåren för frukten. Frukt exporterades med tåg till Tyskland. Man plockade upp även fallfrukt. 4-5 personer arbetade i packeriet. Tusentals kilo fallfrukt i säckar fraktades till Perstorps ättikfabrik. Fallfrukten gav 1 krona kilot medan finaste kvalitén av Cox orange kostade 2,38 per kilo. De som arbetade i jordbruket hade 1,70 i timmen. Upplysarens far hade planterat päronträd, som gav 100 liter per träd av Gråpäron och Greve Moltke. En låda äpple vägde 25 kilo och en låda päron upp till 40 kilo.

### Ivö by
Ivö by var kommunens största by med post- och telefonstation, Byn hade 35 av de 42 jordbruksfastigheter på ön och 41 andra fastigheter. Taxeringsvärde för jordbruksfastigheterna utgjorde 436 000 kr av totalt 574 500 kr totalt på ön, därav 391400 jordbruksvärde och 29 600 skogsvärde och 15 000 tomt- o. industrivärde, å annan fastighet 341200 kr. Fastigheterna nr 1, 7, 18 och 19 ägdes av Sven Abrahamsson; areal 161,9 hektar, därav 78,5 hektar åker, 45 hektar skog, taxeringsvärde å jordbruksvärde 90 600 kr. därav 87 900 jordbruksvärde och 2 700 skogsvärde. Stärkelsefabrik taxeringsvärde å annan fastighet 25 000 kr. Nr 16, del av 1 mantal, kyrkoherdeboställe; areal 131,9 hektar, därav 53,6 åker, 44,6 skog, taxeringsvärde å jordbruksfastigheten 53 700 kr., därav 47 900 jordbruksvärde och 5 800 skogsvärde, å annan fastighet 20 000. Nr 16, del av 1 mantal; areal 116,9 hektar, därav 88,8 hektar skog, taxeringsvärde å jordbruksvärde 16 900 kr., därav 5 400 jordbruksvärde och 11500 skogsvärde. Detta var en utgjorde del av Bäckaskogs kronopark.

## Kaolinbrottet
Den norra delen av Ivö hyste öbornas allmänningsskog och betesmark. Delar av denna utmark blev under 1880-talet till industrimark. Det var då man började bryta kaolin och kalksten vid Blaksudden. Brytningen pågick fram till omkring 1960 alltså i huvudsak under tiden då Ivö landskommun fanns. Brottet var kommunens största arbetsplats
Kvarlämnade anläggningar på platsen är kajplatser för båtar och cementfundament till dammar. Vid Blaksudden bröts främst fyndigheter av kaolin, som bearbetas vid chamotte- och kaolinverket på ön, och överfördes sedan till Bromölla på fastlandet. AB Ivöverken ägde chamotte- och kaolinverket taxerat som annan fastighet till 200 000 kr. 
Ivöverken var också ägare till jordbruk på ön, bestående av nr 10 i Ivö by, 6/320 mantal, samt Hovgården nr 1 och 2, 49/1000 mantal, areal 62,9 hektar, därav 1,8 hektar åker, 50 hektar skog, taxeringsvärde å jordbruksfastigheten 22 500 kr, därav 4 800 jordbruksvärde  2 700 skogsvärde och 15 000 tomt- och industrivärde, och en stärkelsefabrik med taxeringsvärde som annan fastighet 25 000 kr.

## Fornlämningar
Här fanns en nu borttagen hällkista och flera stensättningar är upptagna i inventeringen. Från bronsåldern finns några dokumenterad urngravfält. En offerkälla, Ursulas källa finns nära kyrkan. Vid Hovgården finns Biskopskällaren, en ruin efter den större gården Ivöhus.

## Namnet
Namnet skrevs omkring 1300 Ifiö och kommer från önamnet och Ivösjön. Sjöns namn har troligen varit Iwi och innehåller 'idegran' som växer norr om sjön..